# ロットフレーノ
ロットフレーノ（伊: Rottofreno）は、イタリア共和国エミリア＝ロマーニャ州ピアチェンツァ県にある、人口約12,000人の基礎自治体（コムーネ）。

## 地理

### 位置・広がり

#### 隣接コムーネ
隣接するコムーネは以下の通り。括弧内のPVはパヴィーア県所属を示す。
- ボルゴノーヴォ・ヴァル・ティドーネ
- カレンダスコ
- キニョーロ・ポー (PV)
- グラニャーノ・トレッビエンセ
- モンティチェッリ・パヴェーゼ (PV)
- ピアチェンツァ
- サルマト

### 気候分類・地震分類
ロットフレーノにおけるイタリアの気候分類 (it) および度日は、zona E, 2720 GGである。
また、イタリアの地震リスク階級 (it) では、zona 3 (sismicità bassa) に分類される。

## 行政

### 分離集落
ロットフレーノには、以下の分離集落（フラツィオーネ）がある。
- Centora, San Nicolò a Trebbia, Sant'Imento

## 由来と歴史
ロットフレーノとは「壊れたハミ (馬具)」を意味する言葉で、その由来は第二次ポエニ戦争の際、ハンニバルがこの地で馬具を壊して滞在を余儀なくされたことにちなむという伝説がある。そのため、コムーネの紋章にも馬が描かれている。しかし、この地域がロットフレーノという名称で呼ばれるようになったのは中世以降であり、実際の語源は「栄光」を意味する「Lombard roth」と、「友情」を意味する「fridu」を組み合わせた「roth-fried」が、発音の関係上「Rottofridus」に転じていったものとされている。
オーストリア継承戦争では、ロットフレーノで1746年8月12日にオーストリア軍とフランス軍が小規模な戦闘を行い、フランス軍が勝利した（ロットフレーノの戦い）。